# Beiqi Foton Motor
Beiqi Foton Motor Co., Ltd — державна компанія, заснована в 1996 році шляхом злиття близько 100 інших компаній з 13 областей КНР. Компанія виробляє легкові автомобілі, позашляховики, мікроавтобуси, великі міські автобуси, вантажні автомобілі, двигуни, трактори, сільськогосподарську техніку та багато іншого. Foton є дочірньою компанією Beijing Automotive Industry Holding.

## Історія
В 1996 році компанія була зареєстрована в Пекіні як Beiqi Foton Motor Co., Ltd. Штаб-квартира холдингу розташовується в Пекіні, в районі Чанпін, а його філії розосереджені по різних провінціях.
У 1998 році акції Beiqi Foton Motor були розміщені на фондовій біржі.
Починаючи з 1998 року завод «Foton Motors» заснував систему управління контролю якості відповідно до світових стандартів якості «ISO 9001» на основі німецької системи контролю якості «VDA 6.0».
У 2003 року компанія підписала договір про стратегічне партнерство з компанією DaimlerChrysler.

### Україна
З 2007 року в Харкові налагоджена крупновузлова збірка моделі Foton Auman під маркою Кобальт на ТОВ «Автоскладальне підприємство „Кобальт“».

## Продукція

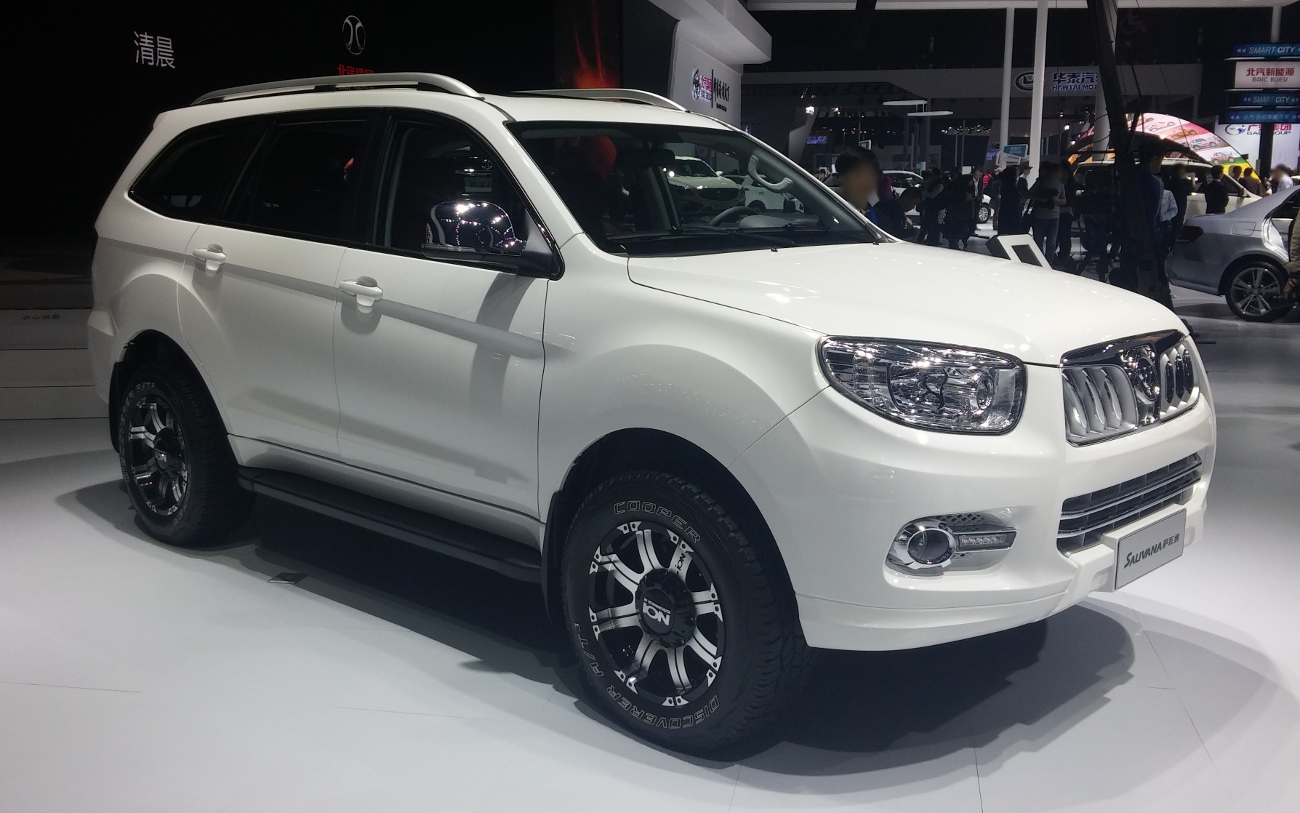
Foton Sauvana
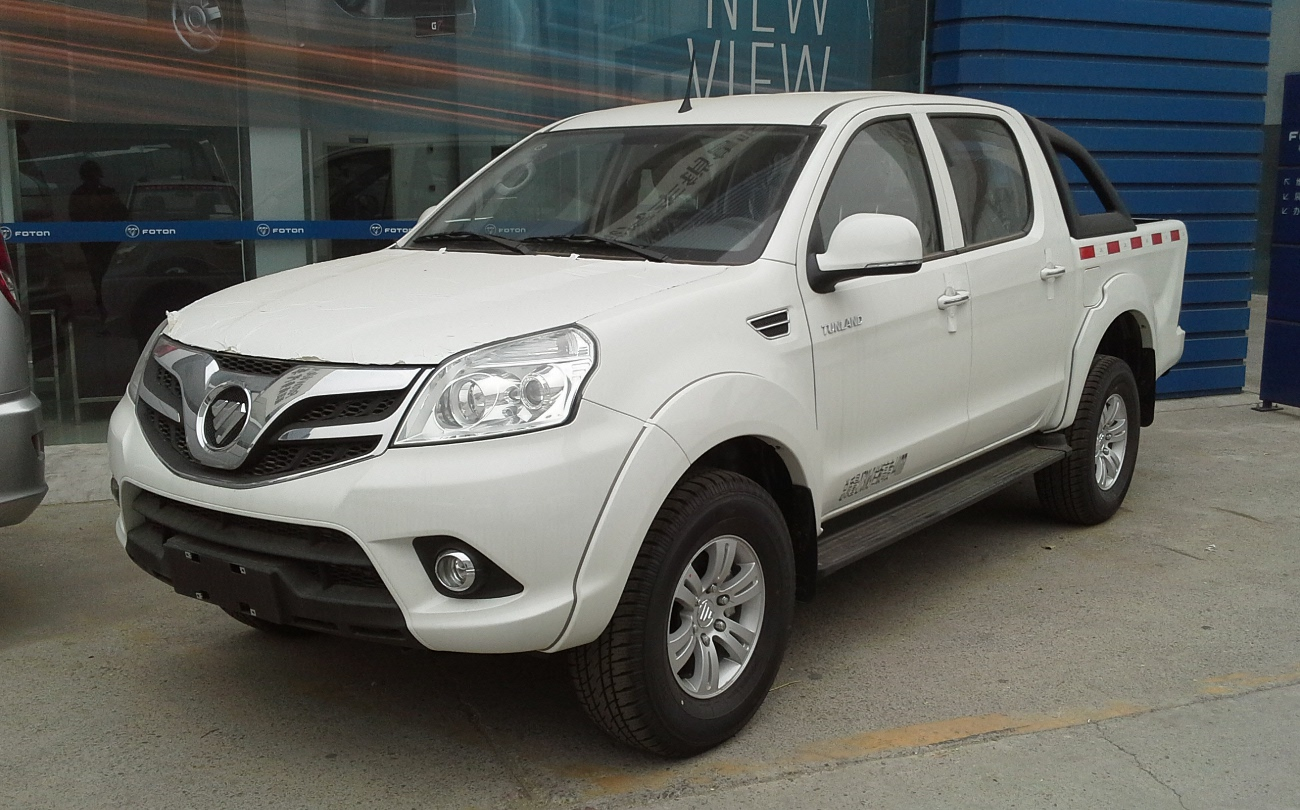
Foton Tunland
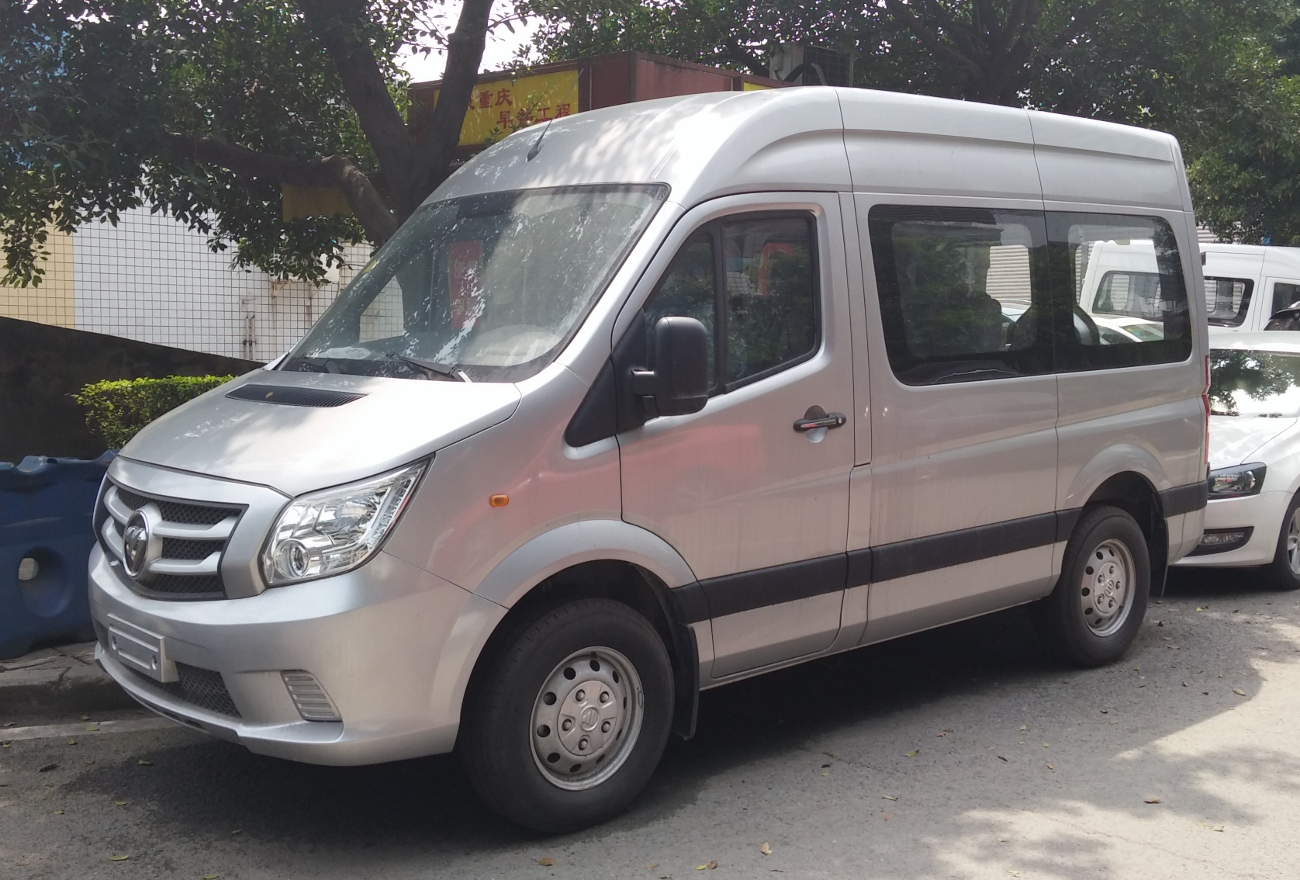
Foton Toano
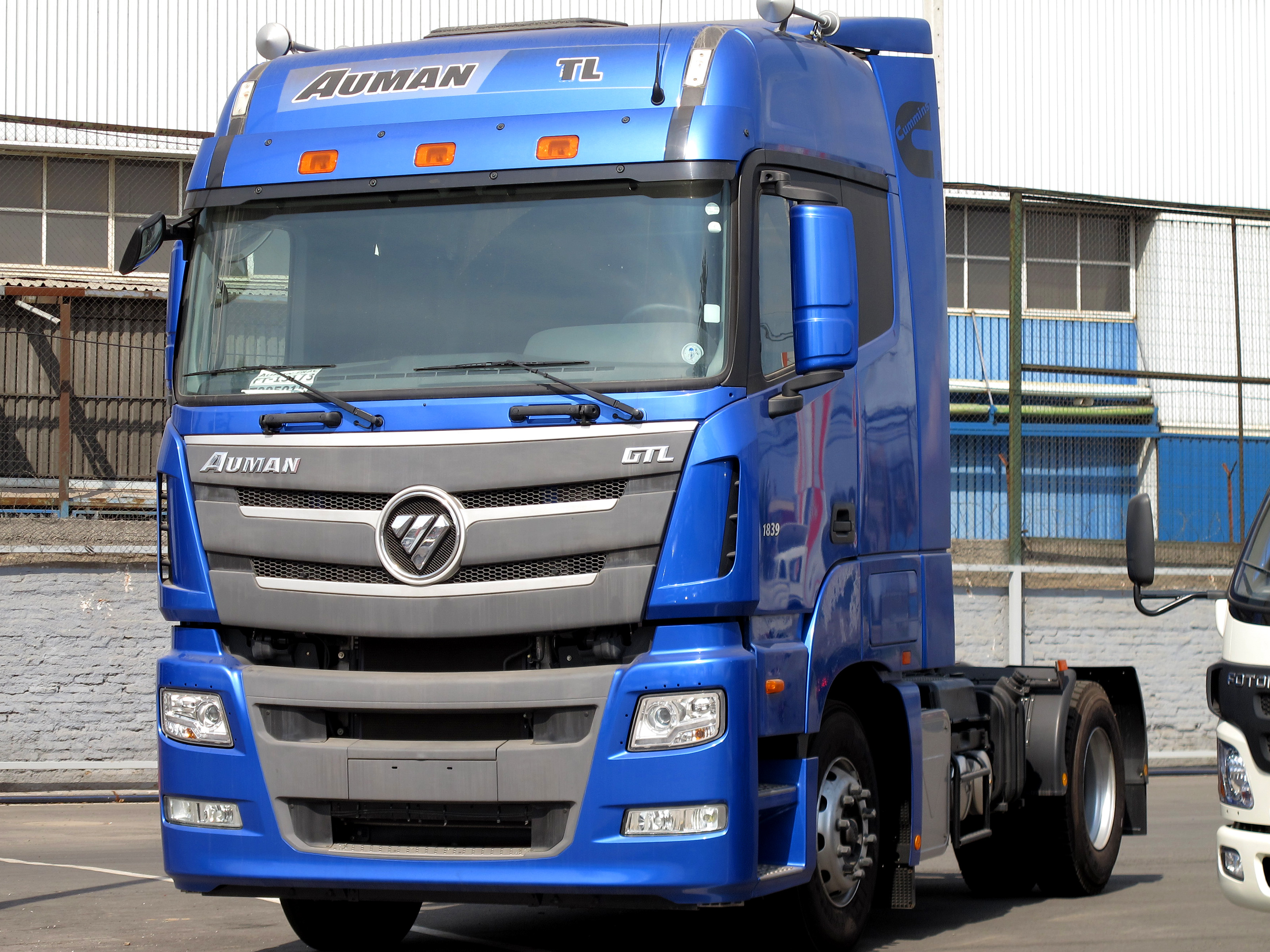
Foton Auman
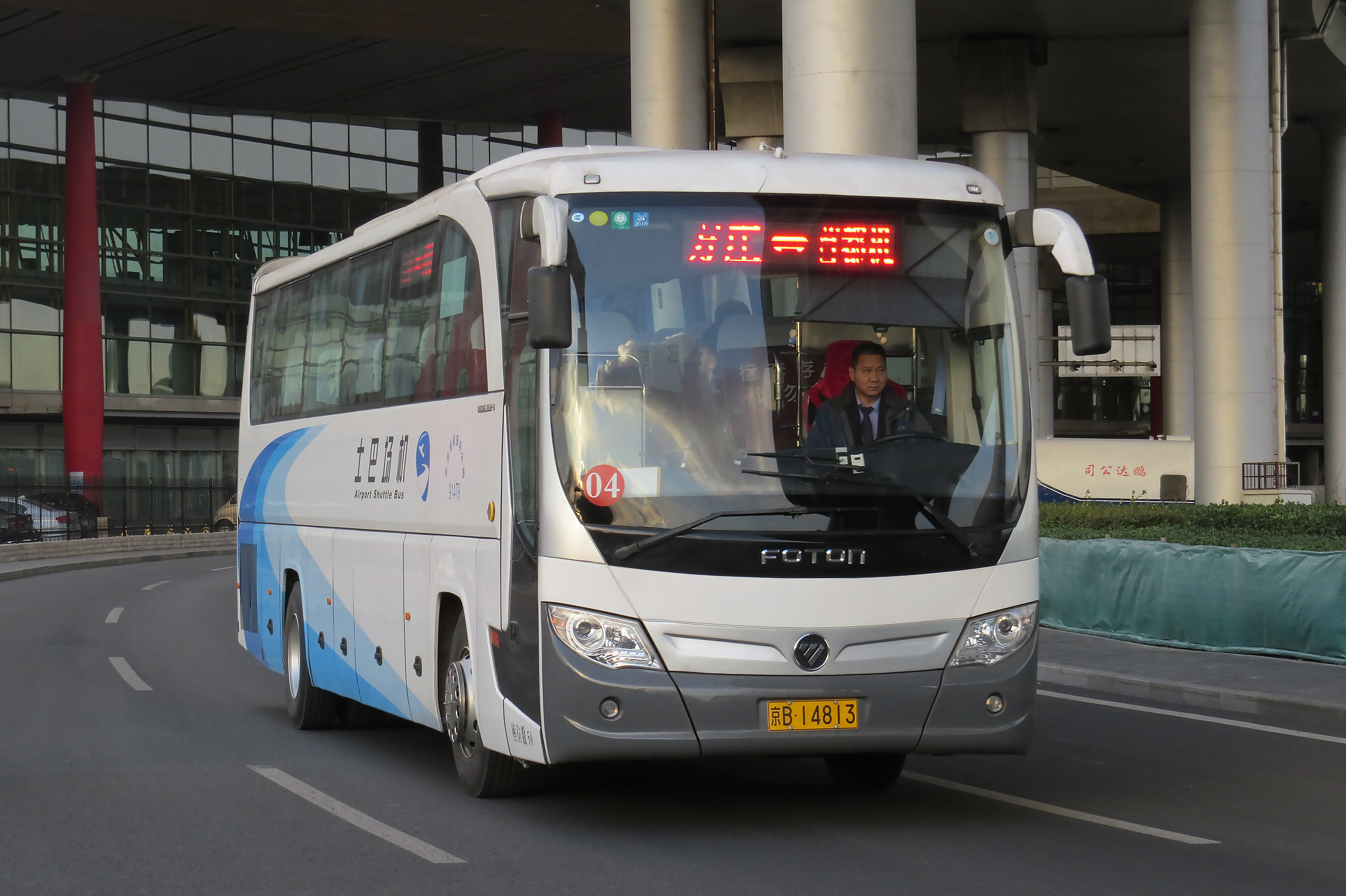
Foton BJ6129
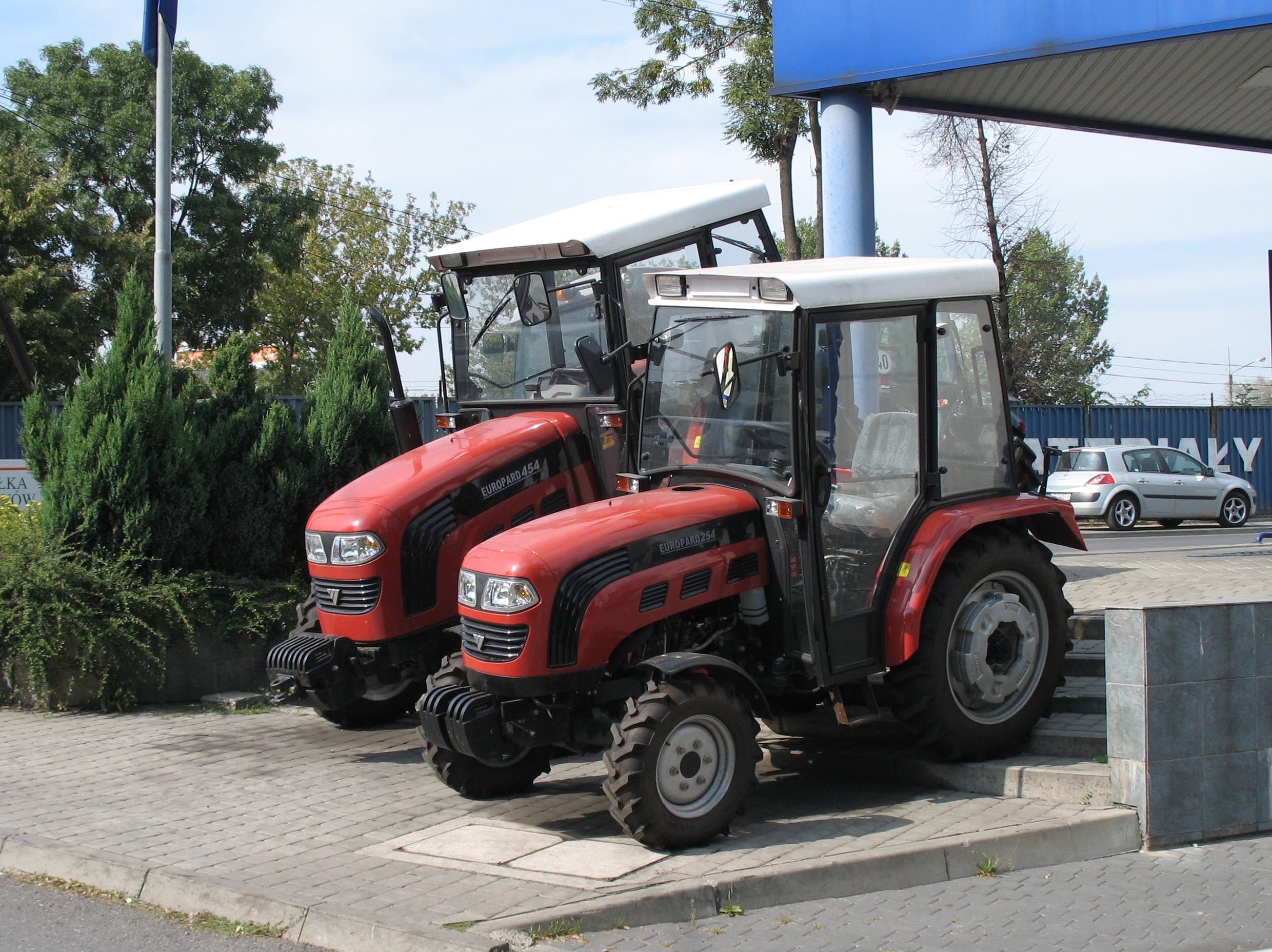
Foton Europard 254